# Bandera de Salto (departamento)
La Bandera de Salto, uno de los diecinueve departamentos de Uruguay, es de color azul. En su esquina superior izquierda figura el escudo de Salto, con un arco en su parte inferior con las palabras Trabajo Sabiduría Prudencia.
En su parte inferior, figuran 5 líneas blancas que, junto con el fondo azul, representan la Bandera de Uruguay. Comenzando desde la izquierda, dichas líneas se quiebran a los 3/5, continuando en un ángulo de 45° hacia arriba, y luego, a los 4/5, continúan en forma horizontal.